# Кансай
Канса́й (яп. 関西地方 кансай тихо:, «регион на Запад от заставы») — регион западной Японии на острове Хонсю. Другое название — регион Ки́нки (яп. 近畿地方 Кинки тихо:, «пристоличный регион»). Центр региона — префектура Киото.
В регионе расположено семь префектур: Вакаяма, Киото, Миэ, Нара, Осака, Сига и Хиого.